# District de Kgatleng
Kgatleng est un district du Botswana. Sa capitale est Mochudi.

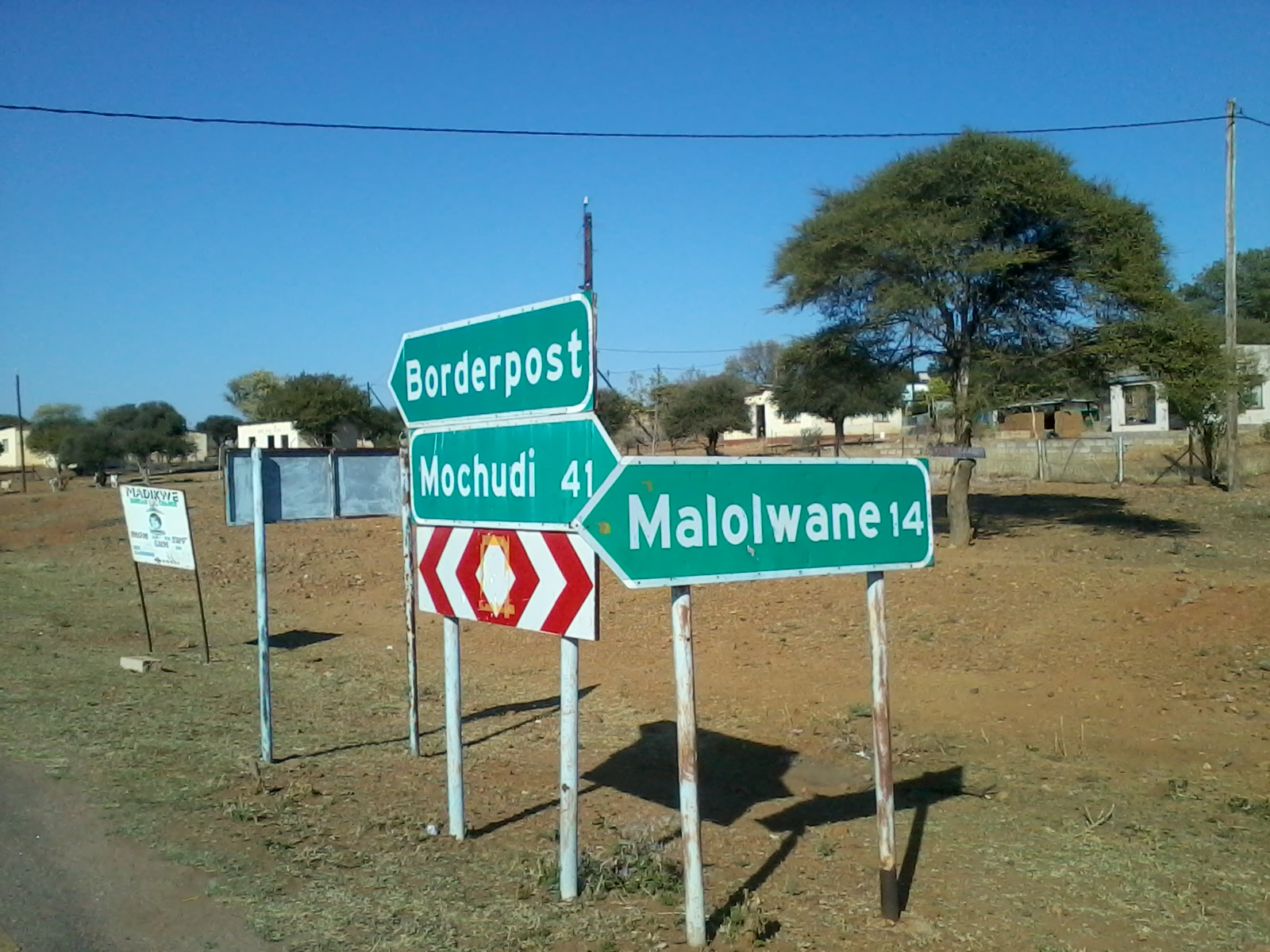
Carrefour à proximité de la frontière avec l'Afrique du Sud.

## Population
Les habitants sont les Bakgatla. Le totem de cette tribu est un « singe ». Pour chaque tribu au Botswana, il y a un Chef. Le chef des Bakgatla s'appelle Kgosi Kgafela Kgafela, qui a succédé à son père Kgosi Linchwe qui est mort en 2008. Les bakgatla parlent setswana mais avec une variation de standard setswana. La culture de Bakgatla se base surtout dans leur habileté à chanter. Chaque année, au mois de décembre, il y a des fêtes de musiques chorales partout dans le district. Mochudi est le village administratif du district Kgatleng et c'est là que se trouve le Kgotla principal des Bakgatla.